# ای عزیزترین مسیح
ای عزیزترین مسیح (آلمانی: Herzliebster Jesu) یک سرود روحانی لوتریان قدیمی اثر یوهان هرمان است که در سال ۱۶۳۰ میلادی سروده شد. الهام‌بخش این شعر روحانی، سروده‌های آگوستین قدیس بوده‌است.
بعدها از این شعر در آثار دیگری استفاده شد که از آن میان می‌توان به نیومایستر کرال برای ارگ و انجیل به روایت متی هر دو اثر یوهان سباستیان باخ، یازده پیش‌درآمد کرال برای اُرگ اثر یوهانس برامس و پاسیون شمارهٔ ۴ اثر ماکس رگر اشاره کرد.